# Ляймер, Фабио
Фа́био Ля́ймер (нем. Fabio Leimer; родился 17 апреля 1989 года в Ротристе, Швейцария) — швейцарский автогонщик, чемпион серии GP2 (2013).

## Спортивная карьера
Как и большинство пилотов своего времени Фабио впервые попробовал себя за рулём в картинговых соревнованиях: в 2001-07 он не без успеха выступал в различных европейских соревнованиях, успев несколько раз попасть в число призёров различных национальных первенств Швейцарии. В 2006 году, добыв достаточно опыта контактной борьбы и постепенно оттачивая свой стиль пилотирования, Ляймер постепенно переходит в гонки машин «формульного» типа: первой подобной серией для своего подопечного менеджмент выбирает немецкое первенство Формулы-БМВ. Малый опыт пилотирования подобной техники и сильный состав участников не позволяет швейцарцу сколько-нибудь серьёзно проявить себя в первый год: за два десятка гонок сезона он лишь пару раз финиширует в Yop10, завершая сезон на восемнадцатом месте личного зачёта. Списав неудачу на неправильный выбор команды и серии Ляймер в 2007 году переходит в двухлитровое первенство итальянской Формулы-Рено, где несмотря на накопленный опыт и более конкурентоспособную команду выступает немногим сильнее — завершив сезон на одиннадцатом месте и лишь пару раз добравшись до подиумного финиша. Параллельное выступление в еврокубке на подобной технике складывается и вовсе катастрофично: лишь три финиша в очковой зоне и итоговое семнадцатое место.
Несколько раз терпя обидные неудачи Фабио и его спонсоры решаются на один шаг назад, участвуя в следующие два сезона в весьма слабой по составу Формуле-Мастер: ход приносит положительный эффект — уже весьма опытный швейцарец постепенно набирается уверенности в своих силах и в первый же год становиться вице-чемпионом европейского первенства, а через год в доминирующем стиле выигрывает его, отдав конкурентам лишь считанные быстрейшие круги в гонках и поул-позиции. Новый уровень результатов Ляймера позволяет его менеджменту найти финансирование на весьма затратные первенства GP2, где швейцарец проводит следующие четыре сезона. В данных гонках Фабио быстро оказывается способным в отдельных гонках бороться с лидерами пелотона, но в целом ему долгое время недостаёт качественной стабильности результатов: подиумы и даже победы чередуются с длительными неудачными сериями. Новый качественный скачок в результатах происходит в 2012 году, когда Ляймер переходит в команду Racing Engineering: безочковые гонки заметно сокращаются, а в результативных стартах всё больши превалируют финиши на подиуме и вблизи него. Через год стабильность швейцарца ещё больше возрастает, за счёт чего он к концу сезона не только борется за титул, но и выигрывает его, на финишном отрезке заметно опередив пару британцев — Сэма Бёрда и Джеймса Каладо.
В 2014 году швейцарец и его менеджмент планировали перебраться в Формулу-1, но услуги Ляймера не заинтересовали ни одну из команд чемпионата мира. В итоге Фабио перебрался в FIA WEC, подписав контракт с одной из частных команд класса старших прототипов.

## Статистика результатов в моторных видах спорта

### Сводная таблица
| 2006      | Формула-БМВ ADAC             | Team Rosberg Matson Motorsport | 18         | 0          | 0          | 0          | 4          | 18-й       |
| 2006      | Мировой финал Формулы-БМВ    | Matson Motorsport              | 2          | 0          | 0          | 0          |            | 19-й       |
| 2007      | Итальянская Формула-Рено 2.0 | Jenzer Motorsport              | 14         | 0          | 0          | 0          | 161        | 11-й       |
| 2007      | Еврокубок Формулы-Рено 2.0   | Jenzer Motorsport              | 14         | 0          | 1          | 0          | 17         | 17-й       |
| 2008      | Итальянская Формула-Мастер   | Jenzer Motorsport              | 2          | 1          | 2          | 1          | 48         | 4-й        |
| 2008      | International Formula Master | Jenzer Motorsport              | 16         | 1          | 3          | 3          | 79         | 2-й        |
| 2009      | International Formula Master | Jenzer Motorsport              | 16         | 6          | 12         | 7          | 106        | 1-й        |
| 2009-10   | GP2 Asia                     | Ocean Racing Technology        | 7          | 0          | 0          | 0          | 0          | НК         |
| 2010      | GP2                          | Ocean Racing Technology        | 20         | 0          | 1          | 1          | 8          | 19-й       |
| 2011      | GP2 Asia                     | Rapax                          | 4          | 0          | 0          | 0          | 9          | 5-й        |
| 2011      | GP2                          | Rapax                          | 18         | 0          | 0          | 1          | 15         | 14-й       |
| 2011      | GP2 Final                    | Racing Engineering             | 2          | 1          | 1          | 1          | 13         | 1-й        |
| 2012      | GP2                          | Racing Engineering             | 24         | 1          | 2          | 0          | 152        | 7-й        |
| 2013      | GP2                          | Racing Engineering             | 22         | 1          | 1          | 3          | 201        | 1-й        |
| 2014      | FIA WEC (класс LMP1L)        | Rebellion Racing               | 8          | 0          | 0          | 0          | 19         | 17-й       |
| 2014      | 24 часа Ле-Мана              | Rebellion Racing               | 1          | 0          | 0          | 0          | -          | НК         |
| 2014-2015 | Формула-Е                    | Virgin Racing                  | 2          | 0          | 0          | 0          | 0          | 32-й       |
| 2015      | Формула-1                    | Manor Marussia F1              | тест-пилот | тест-пилот | тест-пилот | тест-пилот | тест-пилот | тест-пилот |

### Гонки на машинах с открытыми колёсами

#### GP2 Asia
| 2009-10 | Ocean | AF1 17 | AS1 НФ | AF2 НФ | AS2 НФ | BF1 20 | BS1 15 | BF2 НФ | BS2 НС | 0 | НК  |
| 2011    | Rapax | ABF 10 | ABS 6  | ITF 6  | ITS 2  |        |        |        |        | 9 | 5-й |

Жирным выделен старт с поул-позиции. Курсивом — быстрейший круг в гонке.

#### GP2
| 2010 | Ocean              | ESF 8  | MOF НФ | TUF 13 | EUF НФ | GBF 17 | GEF 21 | HUF НФ | BEF 12 | ITF НФ | ABF НФ |       |       | 8   | 19-й |
| 2010 | Ocean              | ESS 1  | MOS 17 | TUS 15 | EUS НФ | GBS 13 | GES НФ | HUS 11 | BES НФ | ITS НС | ABS 15 |       |       | 8   | 19-й |
| 2011 | Rapax              | TUF НФ | ESF 8  | MOF 9  | VAF НФ | GBF 15 | GEF ДК | HUF 11 | BEF НФ | ITF 7  |        |       |       | 15  | 14-й |
| 2011 | Rapax              | TUS 20 | ESS 1  | MOS 7  | VAS 14 | GBS 11 | GES 8  | HUS 11 | BES НФ | ITS 2  |        |       |       | 15  | 14-й |
| 2012 | Racing Engineering | MY1 4  | BA1 7  | BA3 2  | CA1 12 | MO1 18 | VA1 4  | SI1 14 | HO1 2  | HU1 9  | SP1 НФ | MO1 5 | SI1 3 | 152 | 7-й  |
| 2012 | Racing Engineering | MY2 6  | BA2 12 | BA4 8  | CA2 11 | MO2 НФ | VA2 3  | SI2 9  | HO2 4  | HU2 14 | SP2 5  | MO2 2 | SI2 3 | 152 | 7-й  |
| 2013 | Racing Engineering | MYF 1  | BHF 1  | ESF 18 | MOF НФ | GBF 4  | GEF 4  | HUF 4  | BEF 4  | ITF 1  | SGF 5  | ABF 4 |       | 201 | 1-й  |
| 2013 | Racing Engineering | MYS 12 | BHS 9  | ESS 9  | MOS 13 | GBS 15 | GES 3  | HUS 3  | BES 5  | ITS 6  | SGS 3  | ABS 3 |       | 201 | 1-й  |

Жирным выделен старт с поул-позиции. Курсивом — быстрейший круг в гонке.
В первой строчке показаны результаты длинных (субботних) гонок, во второй — спринтерских (воскресных) гонок.